# Liste der Naturdenkmäler in Partschins
Die Liste der Naturdenkmäler in Partschins (italienisch Parcines) enthält die acht als Naturdenkmal ausgewiesenen Objekte auf dem Gebiet der Gemeinde Partschins in Südtirol.
Basis ist das im Internet einsehbare offizielle Verzeichnis der Naturdenkmäler in Südtirol (Stand: 23. Januar 2015). Dabei kann es sich um botanische, geologische oder hydrologische Naturdenkmäler handeln. Die Reihenfolge in dieser Liste orientiert sich an der ID, alternativ ist sie auch nach dem Namen sortierbar.

## Liste
| Foto |                 | Name                                                      | Standort                     | Beschreibung |
| ---- | --------------- | --------------------------------------------------------- | ---------------------------- | --- |
| ja   | Datei hochladen | Partschinser Wasserfall ID: 062_G01                       | 46° 41′ 37″ N, 11° 2′ 59″ O  | Hydrologisches Naturdenkmal: Wasserfall |
| ja   | Datei hochladen | 1 Edelkastanie am Happichl-Hof in Rabland ID: 062_G02     | 46° 40′ 23″ N, 11° 3′ 11″ O  | Botanisches Naturdenkmal: Kastanie |
| ja   | Datei hochladen | 1 Edelkastanie am Oberweirach-Hof in Vertigen ID: 062_G03 | 46° 40′ 57″ N, 11° 5′ 23″ O  | Botanisches Naturdenkmal: Kastanie |
| ja   | Datei hochladen | Tablander Lacken ID: 062_P01                              | 46° 43′ 11″ N, 11° 2′ 53″ O  | Hydrologisches Naturdenkmal: zwei kleine Seen im oberen Zieltal Die Koordinaten beziehen sich auf die größere der Lacken, die kleinere Lacke befindet sich hier 46° 43′ 11,4″ N, 11° 3′ 2,7″ O |
| BW   | Datei hochladen | Blaue Lacke ID: 062_P02                                   | 46° 42′ 44″ N, 10° 58′ 25″ O | Hydrologisches Naturdenkmal: See |
| BW   | Datei hochladen | Wasserfall ID: 062_P03                                    | 46° 42′ 23″ N, 11° 2′ 0″ O   | Hydrologisches Naturdenkmal: Wasserfall |
| BW   | Datei hochladen | Roteckferner ID: 062_P04                                  | 46° 43′ 37″ N, 10° 59′ 33″ O | Hydrologisches Naturdenkmal: Gletscher an der Nordostflanke des Rotecks; |
| ja   | Datei hochladen | Westlicher Lodnerferner ID: 062_P05                       | 46° 44′ 14″ N, 11° 2′ 8″ O   | Hydrologisches Naturdenkmal: Gletscher an der Nordwestflanke des Lodners |

| Foto: | Fotografie des Naturdenkmals. Klicken des Fotos erzeugt eine vergrößerte Ansicht. Daneben finden sich zwei Symbole: |
| ID    | Identifikator bei der Abteilung Natur, Landschaft und Raumentwicklung der Südtiroler Landesverwaltung               |